# Forêt d'Eawy
La forêt d'Eawy est une des grandes forêts du pays de Bray, en Normandie. Elle s'étend sur 6 550 hectares entre les communes de Saint-Saëns et de Dampierre-Saint-Nicolas à une vingtaine de kilomètres au sud-est de Dieppe et non loin de Neufchâtel-en-Bray. Le village de Ventes-Saint-Rémy est installé dans une clairière en son centre.

## Toponymie
Eawy (prononcé < e-a-vi > API [eavi], mais jadis < évi > [evi]) est un terme d'ancien français, dérivé du substantif eve, ewe formes anciennes du français « eau », issu du latin aqua et qui est synonyme du mot savant aqueux au sens d'« humide », de même le latin aquarium a donné « évier » (cf. aquarium),.

## Milieu naturel
La forêt occupe une large croupe qui sépare la Varenne au sud-ouest de la Béthune au nord-est, petit plateau de craie, d'une altitude comprise entre 130 et 230 mètres, retombant par un versant convexe sur la Varenne. Bien que la forêt ne soit traversée par aucun cours d'eau, l'argile à silex qui recouvre la craie entretient une assez grande humidité.
C'est une ancienne chênaie transformée en hêtraie au XIXe siècle par les forestiers au sous-bois propre et sombre, toujours frais. Elle est donc formée principalement de hêtres (Fagus sylvatica), dont certains sont remarquables, mais d'autres essences y sont de plus en plus présentes : chêne, charme, frêne, merisier, érable sycomore. La forêt est traversée, en son centre, par l'allée des Limousins, vaste percée de 14 kilomètres de long et de 20 à 30 mètres de large, ouverte au XVIe siècle par Gabriel de Limoges. Souvent rectiligne, elle offre des perspectives à travers la futaie de grands hêtres dont les fûts dépassent souvent 30 mètres.

## Climat
Le climat est de type océanique avec des précipitations annuelles moyennes de 950 mm et une température moyenne annuelle de l'ordre de 10,1 °C présentant une faible amplitude thermique (4,5 °C en janvier, 16,5 °C en août).

## Histoire, exploitation
La forêt d'Eawy est un vestige des grandes forêts couvrant la région avant l'an mil et victimes des grands défrichements. Possession des ducs de Normandie, elle a été sérieusement endommagée lors de la guerre de Cent Ans. Durant la Seconde Guerre mondiale, la forêt a abrité sous ses couverts, au Val Ygot (Ardouval), des rampes de lancement de V1 de l'armée allemande. Les dégâts occasionnés par l'installation de ces infrastructures militaires et par les bombardements alliés ayant pour objectif de les détruire ont été réparés par les Allemands après le conflit ; les zones ravagées ont été reboisées avec des conifères.
La forêt a été longtemps une source de richesse pour les habitants de la région, alimentant en bois de nombreuses scieries et verreries. La qualité du bois de chêne attira de nombreux huchiers qui vinrent s'installer dans des villages proches de la forêt à partir du Moyen Âge. Ces huchiers fabriquaient des coffres, appelés huches, affectionnant les bois nobles pour leur réalisation. Les huchiers utilisaient un assemblage à l'aide de chevilles et de tenons, la qualité de leurs œuvres (rehaussées de sculptures) leur interdisait l'usage de la colle et de l'aubier. Au XVIe siècle, les huchiers de la forêt d'Eawy connurent une grande faveur, la construction de demeures nobiliaires d'agrément, la volonté de disposer d'un luxueux mobilier, selon la mode italienne, l'enrichissement général, entraînèrent une multiplication des commandes.
La forêt d'Eawy loge aussi le Puits merveilleux, ce gouffre d'une profondeur de 28 mètres sous terre, a une singularité qui le distingue des autres gouffres. En effet, si le gouffre de Padirac, a une forme cylindrique, en 20 ans, 900 m3 ont été enlevés du puits. Une hypothèse prétend que le Puits aurait été façonné pour fournir les verreries de la région en matières premières. À l’origine, c’est certainement un gouffre naturel recreusé par l’homme pour récupérer des matériaux de construction.
Aujourd'hui, la forêt d'Eawy est autant un lieu de promenades familiales, à pied ou à bicyclette que d'exploitation forestière et de chasse. Elle est giboyeuse, avec des cerfs, des sangliers, et des chevreuils. La vénerie y est encore pratiquée en 2020.

## Patrimoine naturel
Une zone Natura 2000 couvre une partie du massif, à l'extrémité nord (massif du Croc) et sud (camp Cusson), sur une surface de 692 ha.
Les forêts d'Eawy et d'Arques et la vallée de la Varenne sont en zone naturelle d'intérêt écologique, faunistique et floristique.

## Curiosités
La forêt est traversée par l'Allée des Limousins, une ligne droite pour une partie carrossable de 14 km de Maucomble à Muchedent (ferme de Pubel). La chapelle Saint-Étienne est une chapelle de 12 m2 environ, sise en plein bois sur la commune de Rosay. Le Père Antoine est un hêtre centenaire d'une circonférence exceptionnelle, situé aux Grandes-Ventes, sur le secteur de la Mare du Four.